# Conselhos de políticas públicas
Os conselhos são órgãos colegiados criados pelo Estado, cuja composição e competência são determinadas pela lei que os instituiu. São também conhecido como  Conselhos Municipais ou  Conselhos Setoriais.
Os conselhos de políticas públicas têm as seguintes características:
- criação por iniciativa do Estado;

- a sua composição deve ser integrada por representantes do Poder Público e da sociedade;

- tem por finalidade principal servir de instrumento para garantir a participação popular, o controle social e a gestão democrática das políticas e dos serviços públicos, envolvendo o planejamento e o acompanhamento da execução destas políticas e serviços públicos;

- as decisões, naquilo que tange ao acatamento ou não do resultado por quem tem a capacidade de execução da decisão, poderão ser de caráter deliberativo ou consultivo. As decisões de caráter consultivo não geram direitos subjetivos públicos, são meramente opinativas e indicativas da vontade do conselho. Já as deliberativas, são aquelas decisões de acatamento obrigatório pela autoridade responsável pela execução da decisão, portanto geram direitos públicos subjetivos passíveis de reivindicação judicial por qualquer interessado.

- não remuneração dos conselheiros, via de regra;

- raramente os conselheiros exercem esta função com exclusividade, tendo em vista que a maioria dos seus membros tem outras atividades no setor público ou no privado;

- o Poder Público deve disponibilizar a estrutura necessária para garantir a autonomia funcional dos conselhos, como equipamentos, finanças, informações, assistência técnica e servidores públicos;

- os representantes do Estado geralmente são técnicos e os representantes da sociedade , na sua maioria, são leigos e oriundos de movimentos sociais;

- as reuniões devem ser em local de fácil acesso para o público, sendo o horário, data, local e pauta divulgados com antecedência;

- os representantes da sociedade não devem ocupar funções de livre nomeação e exoneração no Poder Público ao qual o conselho se propõe a formular a política e o controle, por determinado período;

- as atividades dos conselhos estão sujeitas a controle institucional e social;

- as decisões dos conselhos, independente de serem consultivas ou deliberativas, são equivalentes aos atos administrativos. Portanto, estão sujeitas aos mesmos princípios e regras, dentro da hierarquia normativa, em especial as do artigo 37 da Constituição.

Atuação de mulheres nos conselhos de políticas públicas
Os conselhos de políticas públicas podem ser de âmbito nacional, estadual, municipal, distrital ou local. Pesquisa do IPEA sobre o perfil de conselheiros que atuam em 24 conselhos nacionais de políticas públicas apontam que esses são, em 2011, compostos por 63% de homens e 37% de mulheres. Essa proporção pode variar de acordo com o tema tratado no conselho: as mulheres são maioria nos conselhos de Garantias de Direitos, ocupando 54,4% das vagas; os conselhos que tratam de Políticas sociais já tem uma divisão menos equilibrada: de 41,7% de mulheres e 58,3% de homens, no entanto, os conselhos que tratam de temas como Desenvolvimento Econômico e Infraestrutura e Meio Ambiente tem suas cadeiras ocupadas por mais de 70% pelo sexo masculino.
Mesmo assim, quando comparados com espaços tradicionais de representação política, como, por exemplo, o Congresso Nacional, no qual, em 2012, 9,4% exerciam o cargo de deputada ou senadora, os conselhos tem demonstrado capacidade de incluir maior equilíbrio entre os gêneros. Já em nível municipal verifica-se a forte participação de mulheres nos conselhos de Assistência Social.
Observa-se que nos conselhos ajudaram a ampliar a atuação de segmentos historicamente excluídos dos espaços de decisão política.A escolha dos conselheiros que representam a sociedade civil é feita por indicação das organizações, o que pode facilitar a indicação de mais mulheres, visto que os critérios de escolha levam em conta a própria história nas lutas sociais, competências técnicas e vinculação com determinado segmento social. Assim, quando se considera o campo da política social, no qual a atuação de mulheres é histórica, a ocupação feminina desses espaços também é maior. A presença de mulheres nos conselhos gestores demonstra a forte presença delas na efetivação de direitos sociais.